# Via de' Medici
Via de' Medici è una strada del centro storico di Firenze, situata tra via degli Speziali e via dei Tosinghi.  

## Storia

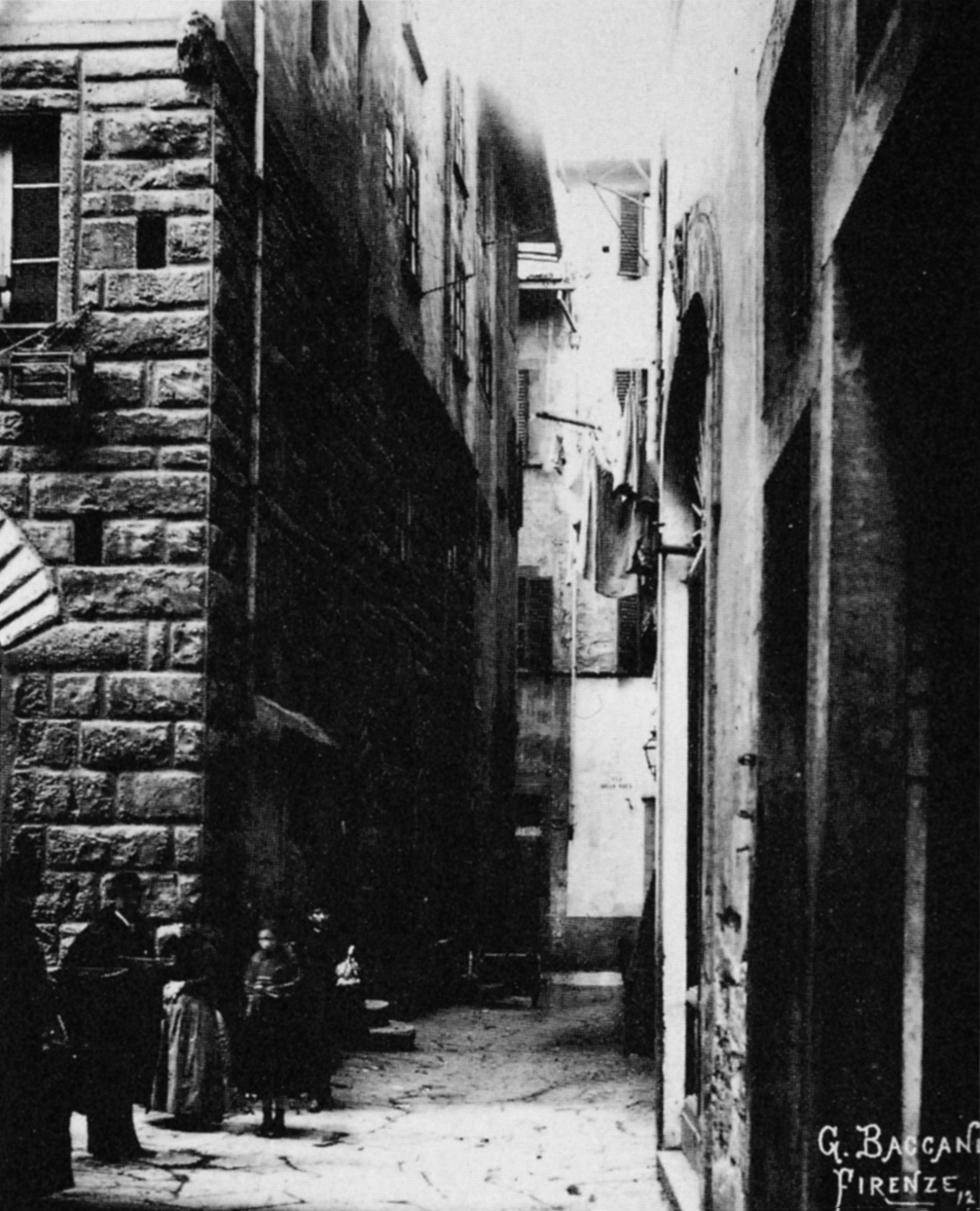
Via de' Cardinali, prima delle demolizioni; a sinistra si vede la base della torre dei Sizi-Medici

La strada si chiamava anticamente via dei Cardinali, dal nome di una famiglia consorte dei Tornaquinci, che però aveva le case nella zona di San Michele Betelde e che si trasferì in questa area solo nel XVIII secolo. Fu chiamata anche chiasso dai Legnaioli, dalla specialità di alcune botteghe. Qui si trovano le case degli Agolanti, dei Sizi, degli Adimari e soprattutto dei primi Medici, prima che si stabilissero nella zona di San Lorenzo e salissero agli onori cittadini. La strada aveva un andamento più irregolare e una carreggiata molto più stretta, inoltre vi si aprivano a ovest la via delle Ceste (che portava in Mercato Vecchio costeggiando la chiesa di San Tommaso e che doveva il nome ai magazzini di ceste e barocci necessari per il trasporto dei generi alimentari al mercato) e a est un vicolo che sbucava nel corso degli Adimari (via Calzaiuoli) ed era detto "androne" degli Adimari poiché per la maggior parte era coperto da volte. 
All'angolo tra via dei Cardinali e via delle Ceste, lato settentrionale, si innalzavano i resti della torre dei Sizi-Medici, costruita in comune dalle due famiglie consorti nel 1169. Danneggiata dai ghibellini dopo la battaglia di Montaperti, questa torre era rimasta ai soli Medici quando i Sizi si erano definitivamente trasferiti a Lucca alla fine del XIII secolo. La base della torre, detta anche "di San Tommaso" per la vicinanza alla chiesa di San Tommaso, si vede ancora in alcune foto scattate poco prima delle demolizioni, e mostra una solida struttura a bozze con un portale ad arco ribassato con coronamento della ghiera leggermente acuto. 
Durante il Risanamento di Firenze tutti gli edifici della strada vennero demoliti (1888-1893 circa) e al loro posto sorsero dei moderni palazzi in stile per lo più neorinascimentale. Nel 1896, alla fine dei lavori, la via fu intitolata proprio ai Medici, in ricordo del loro primo insediamento cittadino.

## Descrizione

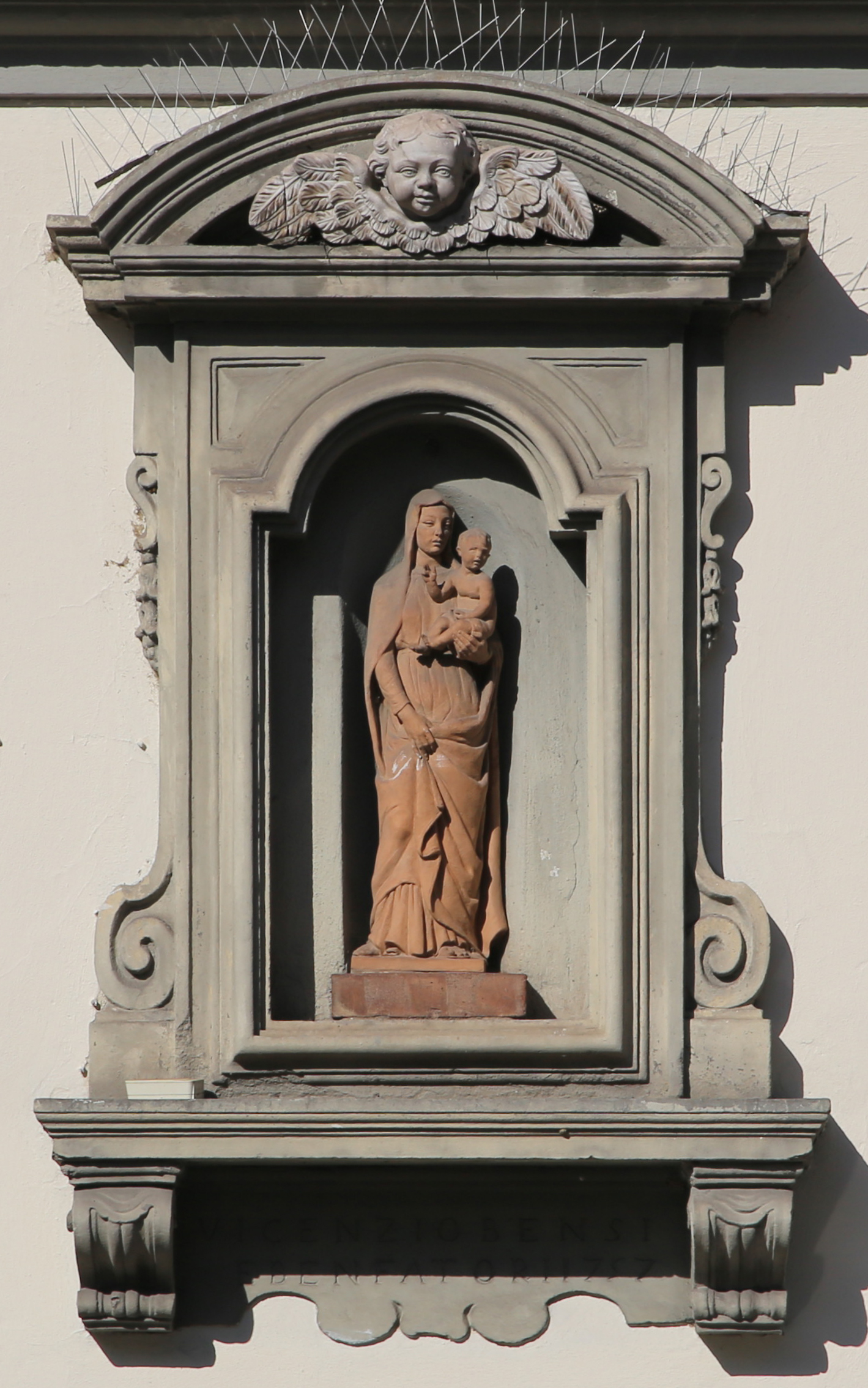
Il tabernacolo oggi in via XX Settembre

Oggi la strada ha un aspetto quieto, nonostante la sua centralità, coi fronti secondari o posteriori di edifici affacciati sull strade contigue. L'intero lato ovest è occupato dal retro dell'Hotel Savoy, mentre sul lato est si affacciano un lato del palazzo Targioni (angolo via degli Speziali), il palazzo Clemente (angolo via Tosinghi) e altri edifici i cui fondi commerciali arrivano fino via Calzaiuoli.
Dalla strada antica proviene un tabernacolo con iscrizione «VINCENZO BENSI / E BENFATORI 1757», che negli anni 1950 venne rimontato in via XX Settembre (zona Statuto) dal Comitato per l'estetica cittadina.